# Косгроув, Дэниэл
Дэниэл Томас Косгроув (англ. Daniel Thomas Cosgrove; 16 декабря 1970 года) — американский актёр. Получил наибольшую известность благодаря ролям Скотта Чендлера в сериале «Все мои дети», Билла Льюиса в «Путеводном свете», Кристофера Хьюза в «Как вращается мир» и Мэтта Дёрнинга в «Беверли-Хиллз, 90210». Участвовал в финальных эпизодах всех четырёх шоу.

## Личная жизнь
Косгроув родился в городе Нью-Хейвен, штат Коннектикут, вырос в Бренфорде. Окончил старшую школу Нотр-Дама в 1989 году.
Женился на Мэри Косгроув 18 октября 1997 года. У пары четверо детей — Лили (2000), Эсме Роуз (2003), Руби Уиллоу (2005) и Финниан Джек (2009).

## Карьера
В 1996 году Косгроув получил роль в мыльной опере ABC «Все мои дети». Актёр ушёл из сериала осенью 1998. В том же году он переезжает в Лос-Анджелес и получает роль адвоката Мэтта Дёрнинга в молодёжном сериале «Беверли-Хиллз, 90210», в котором снимался вплоть до его окончания весной 2000 года.
Сыграл роль Ричарда «Дика» Багга в комедии «Король вечеринок» в 2002. В июне того же года Дэниэл вернулся в Нью-Йорк и получил роль Билла Льюиса в телесериале «Направляющий свет», и покинул сериал в октябре 2005, решив не продлевать контракт. В октябре 2007 года он вернулся к роли и получил в 2008 году номинацию на премию «Эмми» в категории «Выдающееся исполнение мужской роли в драматическом сериале». Снимался в сериале до его окончания 18 сентября 2009 года.
Переехал в Калифорнию, чтобы играть роль Джона Лемоника в сериале «По справедливости», премьера которого состоялась в январе 2006 года на канале ABC. В сентябре 2007 сыграл Фредди Мейсона в драме «Грязные мокрые деньги».
В марте 2010 года получил роль Криса Хьюза в сериале «Как вращается мир» — показ шоу завершился в сентябре 2010 года. Затем Косгроув вернулся к роли Скотта Чендлера в сериал «Все мои дети» — снимался в нём с декабря 2010 по сентябрь 2011.

## Фильмография

### Кино
| Кино | Кино                                    | Кино                                  | Кино            | Кино                   |
| Год  | Название                                | В оригинале                           | Роль            | Примечания             |
| ---- | --------------------------------------- | ------------------------------------- | --------------- | ---------------------- |
| 1998 | Объект моего восхищения                 | The Object Of My Affection            | Троттер Булл    | роль второго плана     |
| 1999 | Безоблачный день в Аду                  | Lucid Days In Hell                    | Дин             | роль второго плана     |
| 2000 | Арти-вонючка                            | Artie                                 | Френк Уилсон    | эпизодическая роль     |
| 2001 | День Святого Валентина                  | Valentine                             | Кэмпбелл Моррис | роль второго плана     |
| 2001 | Жуки                                    | They Crawl                            | Тед Гейдж       | главная роль           |
| 2002 | Король вечеринок                        | Van Wilder                            | Ричард Багг     | роль второго плана     |
| 2007 | Мир глазами Мэтти Фресно                | Mattie Fresno & The Holoflux Universe | Дэвид           | роль второго плана     |
| 2007 | Короли вечеринок, поручители и хулиганы | Party Legends, Pledges and 'Bull'-ies | н/д             | короткометражный фильм |

### Телевидение
| Телевидение | Телевидение              | Телевидение              | Телевидение           | Телевидение         |
| Год         | Название                 | В оригинале              | Роль                  | Примечания          |
| ----------- | ------------------------ | ------------------------ | --------------------- | ------------------- |
| 1996—1998   | Все мои дети             | All My Children          | Скотт Чендлер         | 18 эпизодов         |
| 1998—2000   | Беверли-Хиллз, 90210     | Beverly Hills, 90210     | Мэтт Дёрнинг          | 50 эпизодов         |
| 2000        | Школа Сатаны для девочек | Satan’s School For Girls | Марк Лантч            | телевизионный фильм |
| 2001        | Танец любви              | The Way She Moves        | Джейсон               | телевизионный фильм |
| 2001        | Все души                 | All Souls                | Доктор Бред Стерлинг  | 5 эпизодов          |
| 2002        | Направляющий свет        | Guiding Light            | Билл Льюис            | 266 эпизодов        |
| 2006        | По справедливости        | In Justice               | Джон Лемоник          | 13 эпизодов         |
| 2007        | Грязные мокрые деньги    | Dirty Sexy Money         | Фредди Мейсон         | 7 эпизодов          |
| 2009        | Забытое                  | The Forgotten            | Джон Лукас            | 1 эпизод            |
| 2010        | Хорошая жена             | The Good Wife            | Детектив Брайан Мёрфи | 1 эпизод            |
| 2010        | Как вращается мир        | As The World Turns       | Кристофер Хьюз        | 50 эпизодов         |
| 2010—2011   | Все мои дети             | All My Children          | Скотт Чендлер         | 66 эпизодов         |
| 2011        | Пароход                  | Steamboat                | Ларри Троут           | н/д                 |
| 2010—2012   | Помнить всё              | Unforgettable            | Чед Мартин            | 1 эпизод            |